# Liste des districts du Karnataka
L'État du Karnataka en Inde est divisé en 31 districts. À sa création le 1er novembre 1956, l'État comptait 19 districts. D'autres ont été régulièrement créés depuis : un en 1986, sept en 1997, deux en 2007, un en 2009 et un en 2020.

## Liste des districts

Les 31 districts du Karnataka et leurs divisions : Belagavi en bleu, Gulbarga en jaune, Bangalore en rouge et Mysore en vert.

| Sigle | District         | Chef-lieu      | Population (2011) | Superficie (km²) | Densité 2011 | Site web officiel                 |
| ----- | ---------------- | -------------- | ----------------- | ---------------- | ------------ | --------------------------------- |
| BK    | Bagalkot         | Bagalakote     | 1 889 752         | 6 575            | 287          | http://www.bagalkot.nic.in/       |
| BR    | Bangalore Rural  | Bangalore      | 990 923           | 2 259            | 439          | http://www.bangalorerural.nic.in/ |
| BN    | Bangalore Urbain | Bangalore      | 9 621 551         | 2 190            | 4 393        | http://bangaloreurban.nic.in/     |
| BG    | Belagavi         | Belagavi       | 4 779 661         | 13 415           | 356          | http://www.belgaum.nic.in/        |
| BL    | Bellary          | Bellary        | 1 400 970         | 2 190            | 329          | http://www.bellary.nic.in/        |
| BD    | Bîdâr            | Bîdâr          | 1 703 000         | 5 448            | 313          | http://www.bidar.nic.in/          |
| BJ    | Bijapur          | Bijapur        | 2 177 331         | 10 498           | 207          | http://www.bijapur.nic.in/        |
| CK    | Chikmagalur      | Chikmagalur    | 1 137 961         | 7 201            | 158          | http://chickmagalur.nic.in/       |
| CJ    | Chamarajnagar    | Chamarajanagar | 1 020 791         | 5 101            | 200          | http://chamrajnagar.nic.in/       |
| CB    | Chikkaballapur   | Chikkaballapur | 1 255 104         | 4 524            | 277          | http://www.chikballapur.nic.in/   |
| CT    | Chitradurga      | Chitradurga    | 165 945           | 8 440            | 197          | http://www.chitradurga.nic.in/    |
| DA    | Davanagere       | Davangere      | 1 643 494         | 4 460            | 368          | http://www.davanagere.nic.in/     |
| DH    | Dharwad          | Dharwad        | 1 847 023         | 4 260            | 434          | http://www.dharwad.nic.in/        |
| DK    | Dakshina Kannada | Mangalore      | 2 089 649         | 4 560            | 458          | http://www.dk.nic.in/             |
| GA    | Gadag            | Gadag-Betageri | 1 064 570         | 4 656            | 229          | http://gadag.nic.in/              |
| GU    | Gulbarga         | Gulbarga       | 1 566 326         | 10 951           | 143          | http://www.gulbarga.nic.in/       |
| HS    | Hassan           | Hassan         | 1 776 421         | 6 814            | 261          | http://www.hassan.nic.in/         |
| HV    | Haveri           | Haveri         | 1 597 668         | 4 823            | 331          | http://haveri.nic.in/             |
| KD    | Kodagu           | Madikeri       | 554 519           | 4 102            | 135          | http://www.kodagu.nic.in/         |
| KL    | Kolar            | Kolar          | 1 536 401         | 3 969            | 387          | http://kolar.nic.in/              |
| KP    | Koppal           | Koppal         | 1 389 920         | 7 189            | 193          | http://www.koppal.nic.in/         |
| MA    | Mandya           | Mandya         | 1 805 769         | 4 961            | 364          | http://www.mandya.nic.in/         |
| MY    | Mysore           | Mysore         | 3 001 127         | 6 854            | 438          | http://www.mysore.nic.in/         |
| RA    | Raichur          | Raichur        | 1 928 812         | 6 827            | 283          | http://www.raichur.nic.in/        |
| SH    | Shimoga          | Shimoga        | 1 752 753         | 8 477            | 207          | http://www.shimoga.nic.in/        |
| TU    | Tumkur           | Tumkur         | 2 678 980         | 10 597           | 253          | http://www.tumkur.nic.in/         |
| UD    | Udupi            | Udupi          | 1 177 361         | 3 880            | 303          | http://udupi.nic.in/              |
| UK    | Uttara Kannada   | Karwar         | 1 437 169         | 10 291           | 140          | http://uttarakannada.nic.in/      |
| RM    | Ramanagara       | Ramanagara     | 1 082 636         | 3 556            | 304          |                                   |
| VN    | Vijayanagara     | Hospet         | 1 353 628         | 5 644            | 240          |                                   |
| YD    | Yadgir           | Yadgir         | 1 174 271         | 5 273            | 223          | http://www.yadgir.nic.in/         |